# 布伦多拉
布伦多拉（義大利語：Brendola），是意大利威尼托大区维琴察省的一个市镇。总面积25.52平方公里，人口6649人，人口密度260.5人/平方公里（2009年）。国家统计（ISTAT）代码为024015。